# Ульріх Василій Корнилович
Василь Корнилович Ульріх (нім. Wilhelm Otto Cornelius Alexander von Ulrich (повне ім'я: Вільгельм Отто Корнеліус Олександр Ульріх), 1810–1891) —  Естляндський губернатор, генерал від інфантерії.

## Біографія
Василь Корнилович. Ульріх народився 19 жовтня 1810 року в старовинній дворянській родині і був сином капітана Корнелія Едуарда Ульріха. Здобувши освіту в  Головному інженерному училищі (1829 рік) і  Офіцерських класах цього училища (1831 рік), спочатку служив в інженерних військах (в офіцери проведений 6 грудня 1829), а потім у Генеральному штабі.
За відмінність в  Угорській компанії 1849 був нагороджений  золотою шпагою з написом «За хоробрість». У 1845 році проведений в підполковники, 9 червня 1849 року — в полковники, а в наступному році нагороджений  орденом Святого Георгія 4-го ступеня за 25 років бездоганну службу в офіцерських чинах.
На 1852 рік помічник начальника тріангуляції Царства Польського. У 1855–1858 роках обіймав посаду інспектора межування казенних земель в Департаменті сільського господарства Міністерства державного майна та 26 серпня 1856 року в день коронації Олександра II був переведений в генерал-майор і зі старшинством по маніфесту 18 лютого 1762 року (згодом встановлено з 7 квітня 1857 року).
27 грудня 1858 призначений виконуючим обов'язки Естляндського цивільного губернатора, 23 червня 1859 затверджений у займаній посаді. Залишався на посту губернатора до 1868 року (у 1865 році з найменування посади виключено слово «цивільний») і 30 серпня 1864 року був проведений в генерал-лейтенанти. 10 жовтня 1868 звільнений з посади губернатора з зарахуванням до Міністерству внутрішніх справ і залишився в Генеральному штабі; в 1885 році переведено в запас.
В остаточну відставку 79-річний Ульріх вийшов тільки 29 червня 1890 року, коли Найвищим наказом про чини військових був переведений в генерали від інфантерії зі звільненням від служби з мундиром і пенсією. Рік потому, 16 жовтня 1891 року, він помер, не доживши 3 днів до 81-річчя.
Старший брат Василя Корниловича інженер-генерал Ромео Корнільевіч Ульріх був комендантом  Брест-Литовської фортеці і  Варшавської Олександрівської цитаделі.

## Нагороди
Ульріх мав відзнаку за L років бездоганну службу (1884 рік) і був нагороджений багатьма орденами, в їх числі:
- Орден Святого Станіслава 3-го ступеня (1833 рік)
- Орден Святої Анни 3-го ступеня з бантом (1843 рік)
- Орден Святого Володимира 4-го ступеня з бантом (1846 рік)
- Орден Святої Анни 2-го ступеня (1848 рік; Імператорська корона до цього ордену завітала в 1849 році)
- Золота шпага з написом «За хоробрість» (1 жовтня 1849 року)
- Орден Святого Георгія 4-го ступеня (26 листопада 1850 року, № 8402 по  Кавалерський списку Григоровича — Степанова)
- Орден Святого Володимира 3-го ступеня (1851 рік)
- Орден Святого Станіслава 1-го ступеня (1860 рік)
- Орден Святої Анни 1-го ступеня з мечами (1867 рік)

Іноземні:
- Австрійський командорський хрест ордена Леопольда (1851 рік)
- Прусський орден Червоного орла 2-го ступеня (1854 рік)